# 川畑和愛
川畑 和愛（かわばた ともえ、英語: tomoe KAWABATA、2002年1月12日 - ）は、日本のフィギュアスケート選手（女子シングル)。N高等学校卒業、早稲田大学社会科学部在学中。

## 技術・演技
高さ・幅のあるダイナミックなジャンプが特徴で、3回転ルッツ-3回転トゥループや2回転アクセル-3回転トゥループを跳ぶことができ、第87回全日本フィギュアスケート選手権では、SP,FS共にコンビネーションジャンプで出場選手中上位に入る高い加点を受けた。

## 経歴

### 2018-2019シーズン
JGPシリーズ２戦にアサイン、リュブリャナ杯、ブラチスラヴァ杯ともに5位。
全日本ジュニア選手権3位で表彰台に上がった。世界ジュニア選手権12位。

### 2019-2020シーズン
JGPシリーズ２戦にアサイン、バルティック杯、クールシュヴェル	ともに5位。
全日本ジュニア選手権で2位となり、続く全日本選手権でも3位と表彰台に上がった。世界ジュニア選手権14位。

### 2020-2021シーズン
変則開催となったNHK杯に出場、10位。全日本選手権11位。

### 2021-2022シーズン
2021年12月22日、自身のインスタグラムに直筆の手紙を撮影した写真を投稿。「全日本を棄権することにしました」「少し前に歩いていたところを交通事故に遭ってしまい、大きな怪我はありませんでしたが、練習を控えるような状態になってしまいました。全日本に向けて出来ることから練習を始めていましたが、体の回復が間に合わず、ぎりぎりで全日本を棄権することを決めました」などとつづり、同年の全日本選手権の欠場を表明した。

### 2023-2024シーズン
3月9日、所属する早稲田大スケート部が開催する「WASEDA ON ICE 2024」にて引退を発表。

## 主な戦績
| 大会/年              | 2014-15  | 15-16    | 16-17    | 17-18    | 18-19    | 19-20    | 20-21    | 21-22    |
| 国際大会             | 国際大会 | 国際大会 | 国際大会 | 国際大会 | 国際大会 | 国際大会 | 国際大会 | 国際大会 |
| -------------------- | -------- | -------- | -------- | -------- | -------- | -------- | -------- | -------- |
| GP NHK杯             |          |          |          |          |          |          | 10       |          |
| CSオーストリア杯     |          |          |          |          |          |          |          | 9        |
| 世界ジュニア選手権   |          |          |          |          | 12       | 14       |          |          |
| JGPバルティック杯    |          |          |          |          |          | 5        |          |          |
| JGPクールシュヴェル  |          |          |          |          |          | 5        |          |          |
| JGPリュブリャナ杯    |          |          |          |          | 5        |          |          |          |
| JGPブラチスラヴァ杯  |          |          |          |          | 5        |          |          |          |
| ババリアンオープン   |          |          |          | 1 J      |          |          |          |          |
| 国内大会             |          |          |          |          |          |          |          |          |
| 全日本選手権         |          |          |          | 21       | 10       | 3        | 11       | WD       |
| 全日本ジュニア選手権 | 15       | 27       | 27       | 6        | 3        | 2        |          |          |

### 詳細
| 2021-2022 シーズン    |                                                      |         |          |          |
| 開催日                | 大会名                                               | SP      | FS       | 結果     |
| 2021年12月22日 - 26日 | 第90回全日本フィギュアスケート選手権（さいたま）     |         |          | WD       |
| 2021年11月11日 - 14日 | ISUチャレンジャーシリーズ オーストリア杯（グラーツ） | 6 54.34 | 15 95.62 | 9 149.96 |

| 2020-2021 シーズン    |                                                   |         |           |           |
| 開催日                | 大会名                                            | SP      | FS        | 結果      |
| 2020年12月24日 - 27日 | 第89回全日本フィギュアスケート選手権（長野）      | 9 64.56 | 12 121.62 | 11 186.18 |
| 2020年11月27日 - 29日 | 2020年NHK杯国際フィギュアスケート競技大会（門真） | 8 59.83 | 12 102.41 | 10 162.24 |

| 2019-2020 シーズン    |                                                            |          |          |           |
| 開催日                | 大会名                                                     | SP       | FS       | 結果      |
| 2020年3月2日 - 8日    | 2020年世界ジュニアフィギュアスケート選手権（タリン）       | 10 62.85 | 16 96.62 | 14 159.47 |
| 2019年12月19日 - 22日 | 第88回全日本フィギュアスケート選手権（東京）               | 7 65.53  | 3 128.43 | 3 193.96  |
| 2019年11月15日 - 17日 | 第88回全日本フィギュアスケートジュニア選手権（横浜）       | 2 63.55  | 2 115.40 | 2 178.95  |
| 2019年9月18日 - 21日  | ISUジュニアグランプリ バルティック杯（グダニスク）         | 2 67.70  | 7 110.16 | 5 177.86  |
| 2019年8月21日 - 24日  | ISUジュニアグランプリ クールシュヴェル（クールシュヴェル） | 6 57.75  | 4 113.92 | 5 171.67  |

| 2018-2019 シーズン    |                                                          |          |           |           |
| 開催日                | 大会名                                                   | SP       | FS        | 結果      |
| 2019年3月4日 - 10日   | 2019年世界ジュニアフィギュアスケート選手権（ザグレブ）   | 9 57.65  | 13 99.82  | 12 157.47 |
| 2018年12月20日 - 24日 | 第87回全日本フィギュアスケート選手権（門真）             | 7 64.66  | 10 118.45 | 10 183.11 |
| 2018年11月23日 - 25日 | 全日本フィギュアスケートジュニア選手権（福岡）           | 12 52.05 | 3 106.11  | 3 158.16  |
| 2018年10月3日 - 6日   | ISUジュニアグランプリ リュブリャナ杯（リュブリャナ）     | 1 66.85  | 9 100.64  | 5 167.49  |
| 2018年8月22日 - 25日  | ISUジュニアグランプリ ブラチスラヴァ杯（ブラチスラヴァ） | 5 58.89  | 6 114.95  | 5 173.84  |

## プログラム使用曲
| シーズン  | SP                                                                                   | FS                                                                                                  |
| --------- | ------------------------------------------------------------------------------------ | --------------------------------------------------------------------------------------------------- |
| 2022-2023 | 映画『シェルブールの雨傘』より 作曲：ミシェル・ルグラン 振付：デヴィッド・ウィルソン | |
| 2021-2022 | 映画『シェルブールの雨傘』より 作曲：ミシェル・ルグラン 振付：デヴィッド・ウィルソン | ヴァイオリン協奏曲 ニ長調 作曲：エーリヒ・ヴォルフガング・コルンゴルト 振付：デヴィッド・ウィルソン |
| 2020-2021 | 黄昏のワルツ 作曲：加古隆 振付：ディヴィッド・ウィルソン                             | 夢二のテーマ 作曲：梅林茂 Sikuriadas 振付：ステファン・ランビエール                                 |
| 2019-2020 | 美しく青きドナウ 作曲：ヨハン・シュトラウス2世 振付：ステファン・ランビエール        | 夢二のテーマ 作曲：梅林茂 Sikuriadas 振付：ステファン・ランビエール                                 |
| 2018-2019 | 交響組曲『シェヘラザード』より 作曲：ニコライ・リムスキー＝コルサコフ                | ピアノ協奏曲 ヘ調 演奏：アンドレ・プレヴィンほか 作曲：ジョージ・ガーシュウィン                     |
| 2017-2018 | 白鳥の湖 シャルル・カミーユ・サン＝サーンス                                          | 映画『ラ・ラ・ランド』より Planetarium / Audition / Another Day of Sun / Someone In The Crowd       |